# АДРОС
АДРОС — станція оптико-електронної протидії, що встановлюється на літальні апарати і забезпечує активний захист від керованих ракет з інфрачервоними головками самонаведення різних типів.
Більшість відомих станцій призначені переважно для протидії головкам ракет з амплітудно-фазовою модуляцією. При цьому потрібне перевищення сигналу перешкоди (енергії випромінювання станції) над сигналом цілі (випромінюванням захищуваного вертольоту чи літака) становить 1,5-3, а в окремих випадках до 20 разів.
Станція розроблена науково-виробничою фірмою «Адрон» та випускається науково-виробничим комплексом «Прогрес».

## Принцип роботи
Станція АДРОС здатна з рівною ймовірністю та одночасно протидіяти інфрачервоним головкам самонаведення з амплітудно-фазовою (АФМ), частотно-фазовою (ЧФМ), часоімпульсною (ЧІМ) модуляцією сигналу від цілі, у тому числі інфрачервоним головкам самонаведення з підвищеною перешкодозахищеністю. При цьому не вимагається значне перевищення сигналу перешкоди над сигналом від цілі. Ефективна робота станції основана на новому способі оптико-електронної протидії та новій конструкції модулятору з електронним керуванням на основі програмованих процесорів.
Станція забезпечує вивід керованих ракет таких, як «Stinger», «Ігла», «Ігла-1», Р-60, Р-60М, Р-73, «Sidewinder» та інших, з траєкторії польоту до цілі, з подальшим зривом супроводження за рахунок поступово зростаючої помилки наведення в контурі керування ракетою.
Станція не вимагає інформації про тип та частотні параметри модуляції інфрачервоної головки самонаведення ракети та функціонує без системи виявлення запусків ракет.
Для досягнення максимальної ефективності захисту літального апарата станція АДРОС застосовується спільно з екранно-вихлопними пристроями для зниження інфрачервоної помітності двигуна і/або комбінованим пристроєм викиду КУВ 26-50 (викиду хибних цілей), які дозволяють значно знизити інфрачервону помітність літального апарата та створити складну перешкодну обстановку функціонуванню інфрачервоних головок самонаведення керованих ракет та датчиком автоматичного виявлення пуску ракет з інфрачервоними головками самонаведення класу «повітря-повітря» та «земля-повітря».
Розміщення станції АДРОС на інших типах вертольотів чи літаків потребує проведенню робіт з її адаптації.
На основі принципів, покладених в основу функціонування станції АДРОС, можлива розробка високоефективної станції з технічного завдання для конкретного класу чи типу літального апарата.

## Основні технічні характеристики
- Тип: Станція оптико-електронної протидії
- Ймовірність зриву атаки: 0,7-0,8
- Час повного зриву захоплення, с: 0,5-0,8
- Спектральний діапазон випромінювання, мкм: 1,8-5,5
- Живлення від бортової мережі літака чи вертольту:
  - змінного струму:
    - трьохфазної: 208 В, 400 Гц;
    - однофазової: 115 В, 400 Гц;

  - постійного струму: +27 В
- Споживана потужність: за змінним струмом 4000 ВА; за постійним струмом 300 Вт
- Зона захисту: 180 градусів
- Маса, кг: 27-35

## Модифікації
- АДРОС-КТ-01 — базовий комплекс, що призначений для встановлення на вертольотах та для активного захисту від керованих ракет з ІЧ ГСН.
- АДРОС-КТ-01АВ — модифікація призначена для активного захисту вертольотів Мі-24, Мі-8, Мі-17 від керованих ракет з ІЧ ГСН.
- АДРОС-КТ-01АВЕ — модифікація призначена для встановлення на вертольоти Мі-24, Мі-8, Мі-17 усіх модифікацій.
- АДРОС-КТ-02АС
- АДРОС-КТ-02АСЕ — модифікація призначена для забезпечення ефективного активного захисту літаків з двома турбогвинтовими двигунами від керованих ракет з ІЧ ГСН різних типів.
- АДРОС-КТ-02С — модифікація призначена для встановлення на літаках Ан-24, Ан-26, Ан-30, Ан-32, Ан-140 та інших.
- АДРОС-КТ-03АВЕ
- АДРОС-КТ-03У
- АДРОС-КТ-03УЕ

## Бойове застосування

### Російсько-українська війна
Використовувалась під час Антитерористичної операції України в м. Донецьк 26 травня 2014 році. Станція показала високу ефективність. Жоден вертоліт не був вражений проросійськими терористами.

## Оператори
- Україна — в січні 2012 року за участі французької компанії «SAGEM D.S.» для збройних сил України було виготовлено модернізований варіант бойового гелікоптера Мі-24П, оснащений СОЕП «Адрос» та ПТРК «Бар'єр-В»[4]; у травні 2014 року розпочалось оснащення армійських гелікоптерів Мі-24 комплексами «Адрос»[5]; всього у 2014 році для збройних сил України було закуплено 12 шт. СОЕП «Адрос»[6]; у квітні 2015 року на озброєння прийняті модернізовані варіанти: «АДРОС» КУВ 26-50-01 і «АДРОС» КУВ 26-50-02[7]
- Азербайджан — 19 станцій, станом на 2006 рік[8]
- Грузія
- Польща — у 2005 році закуплено 15 станцій загальною вартістю $4 млн[1] (встановлюються на Мі-17-1В[9] та W-3PL Głuszec)
- Чехія[10]
- Угорщина[11]
- КНР
- Судан

### Україна
Після випробування у 2005 році, була прийнята на озброєння станція оптико-електронного придушення «Адрос» КТ-01 АВ.
Наказом МО України від 02.04.2015 № 153, були прийняті на озброєння комбіновані пристрої викиду «Адрос» КУВ 26-50-01 та КУВ 26-50-02, які призначені для захисту учбово-бойових літаків Су-25УБ (УБМ1, УБМ1К), бойових літаків Су-25 (М1, М1К) та вертольотів типу Мі-8 відповідно.
Наказом Міністерства оборони України від 23.01.2017 № 39 на постачання Збройних Сил України прийнятий екранно-вихлопний пристрій «Адрос» АШ-01В, який призначений для зниження інфрачервоної помітності вертольотів, оснащених турбовальними двигунами типу ТВ3-117, з метою підвищення ефективності захисту вертольота від ракет з інфрачервоними головками самонаведення. Встановлюються на вертольоти Мі-8МСБ та Мі-8МСБ-В.